# Rocío Montenegro
Rocío Montenegro (Maipú, Mendoza, Argentina; 8 de febrero de 1997) es una futbolista argentina. Juega de mediocampista en Banfield de la Primera División Argentina.

## Trayectoria
Comenzó jugando al fútbol (incluyendo futsal) desde los 7 años en clubes como Huracán Las Heras, COP (Círculo de Oficiales Policía de Mendoza), Pacífico Futsal y Las Pumas, fue miembro de la Selección Femenina de fútbol de Mendoza con las que disputó los Juegos Nacionales Evita y los Juegos Binacionales de Integración Andina. Además fue parte de la Selección Argentina Sub-15 y Sub-17.
Con Huracán Las Heras ganó los Evita 2014 y con el seleccionado mendocino los Binacionales de Chile 2014.
Se desenvuelve como volante por izquierda, doble 5 o mediapunta. Es confesa hincha de Boca.
En octubre de 2020 firmó su contrato con River Plate. En diciembre de 2022 anuncia su salida del club en sus redes sociales personales oficiales.
El 18 de enero de 2023 el club Banfield hace oficial la llegada de Montenegro como refuerzo en sus redes oficiales.

## Estadísticas

### Clubes
| Club        | País      | Año             |
| ----------- | --------- | --------------- |
| River Plate | Argentina | 2020 - 2022     |
| Banfield    | Argentina | 2023 - presente |